# Résolution 174 du Conseil de sécurité des Nations unies
Membres permanents
- Chine (Taïwan)
- États-Unis
- France
- Royaume-Uni
- URSS

Membres non permanents
- Chili
- Ghana
- Irlande
- Roumanie
- RAU
- Venezuela

Résolution no 173 Résolution no 175
La Résolution 174 est une résolution du Conseil de sécurité de l'ONU votée le 12 septembre 1962 lors de la 1018e séance du Conseil de sécurité concernant  la Jamaïque et qui recommande à l'Assemblée générale des Nations unies d'admettre ce pays comme nouveau membre.

## Vote
La résolution est approuvée à l'unanimité.

## Contexte historique
La Jamaïque est une ancienne colonie Espagnole puis britannique.
À la suite de cette résolution ce pays est admis à l'ONU le 18 septembre 1962 ,.
Les mouvements nationalistes se développèrent sous l'impulsion de deux leaders jamaïcains, Alexander Bustamante (1884-1977) et Norman Washington Manley (1893-1969). D'abord alliés puis adversaires politiques, ils alternèrent au pouvoir. Manley accéda au poste de Premier ministre en 1955 et fut un partisan de l'unité des Caraïbes anglophones, celle-ci se réalisant brièvement dans la Fédération des Indes occidentales (1958-1962). La Jamaïque obtint son indépendance, dans le cadre du Commonwealth, le 6 août 1962. (issu de l'article Jamaïque).

## Texte
- Résolution 174 Sur fr.wikisource.org
- Résolution 174 Sur en.wikisource.org